# Герб Алтера-ду-Шана
Ге́рб Алте́ра-ду-Ша́на — офіційний символ містечка Алтер-ду-Шан, Португалія. Використовується як територіальний герб. Щит пересічений на срібну і чорну частини. У першій зображено червоний замок з трьома баштами, чорними вікнами і брамою. Обабіч нього два португальські щитки. У другій частині розташований золотий фонтан. З нього ллється срібно-синя вода. По обидва боки фонтану дві золоті лілії. Щит увінчує срібна мурована містечкова корона з чотирма вежами.  Під щитом біла стрічка, на якій великими літерами напис португальською: «vila de Alter do Chão» (містечка Алтер-ду-Шан).  Офіційно затверджений 27 листопада 1937 року.  

## Галерея

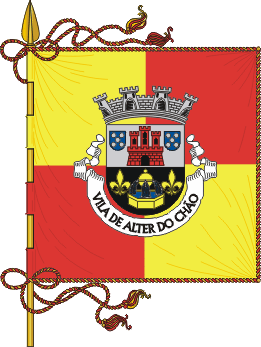
Прапор